# مردم پشه‌ای
طایفه پشه‌ای یکی از اقوام اصلی یازده‌گانه افغانستان و دارای زبانی به نام پشه‌ای است. واژه پشه‌ای شکل تحول یافته یک نام خیلی قدیمی حدود دو هزار و پانصد ساله است که در ادوار مختلف به نام‌های بها شه، بهشه پیشه چه، پیشاچی، پشاوی، پاشایی، پشه یی، پشیی، پشئی و پشه‌ای ثبت گردیده. تاکنون در مورد وجه تسمیه پشه‌ای نظریه‌هایی مطرح شده است:
1. . پشه‌ای از کلمه بهاشه گرفته شده که پانینی از آن نام برده و زبان سانسکریت را به وجود آورده‌است، وبهاشه، بهاش ویا باش در زبان پشه‌ای لفظ را می‌گویند.
2. . برخی پشه‌ای را مأخوذ از پشاثه یا پشاچه می‌دانند که دیو و نیز گوشت‌خوار معنا می‌دهد.
3. . عده‌ای به این گمانند که پشه‌ای از پشی گرفته شده که مستحکم و قوی معنی دارد، زیرا در زبان پشه‌ای دیوار و نیز قبرقه را می‌گویند که هردوی آنها مستحکم و قوی هستند.
4. . برخی می‌گویند که در زمان‌های خیلی قدیم شاهی از این مردم بود که بعدها همه این مردم و زبان آن بنا بر ارتباط قومی و زبانی به آن شاه به نام پاشایی نامیده شده‌اند؛ زیرا در گذشته‌ها شاه را (پاشا) می‌گفتند و به مرور زمان در اثر همین ارتباط پاشایی، پشایی و پشه‌ای نامیده شده‌اند.

با این همه به این گفته‌های دور از دانش زبانشناسی و تاریخ باستان‌شناسی پافشاری کرد و باید در تاریخ در پی نام آنان بود می‌دانیم که در پارسی پهلوی سین و شین بهم دگرش می‌یافتند مانند فرشته و فرسته -همچنین پسا و پشا نامی آشنا در تاریخ باستانند همان نام که کورش و داریوش از انند و شهر پسا (فسا) و پسارگرد (پاسارگاد در گویه یونانی‌اش) و پسره (بصره) را ساختند نام کلمان (کرمان) و لمغان (رمگان) نیز در دو سویه با هم پیوند دارند.

## زیست جغرافیایی
پشه‌ای‌ها یکی از اقوام باستانی و ساکنان اصلی افغانستان هستند که اکثراً در دامنه‌های جنوبی رشته‌کوه هندوکش سکونت دارند؛ پشه‌ای‌ها در قسمت‌های شرقی افغانستان به‌ویژه در شهرستان‌های اله سای، کوهبند نجراب، ولسوالی تگاب و کوهستان‌های ولایت کاپیسا، الینگار، الیشنگ، دولت شاه، قرغه یی مرکز ولایت لغمان، در ولسوالی شیوه، دره نور و مرکز ولایت ننگرهار، در ولسوالی نورگل، ومناطق چلس، کونگل وکوردر ولایت کنرها، در ولسوالی‌های ننگراج و دوابه ولایت نورستان، در منطقه اوزبین ولسوالی سروبی در کنار برادران پشتون، تاجک و نورستانی زیست نموده و به صورت پراگنده در ولایات مرکزی (در چل باغتوی ولسوالی جاغوری، حصه دوی مالستان ولایت غزنی و پییک خاص ارزگان)، دره پشه یی ولسوالی پغمان ومرکزولایت کابل، در ولسوالی تگاب پشه یی ولسوالی خوست فرنگ، در دره پشه یی قاصان ولسوالی اندراب، در بغلان مرکزی ولایت بغلان، در نار چمن ولایت تخار، در شهر بزرگ ولایت بدخشان، در بعضی محلات ولایت کندز، بلخ، فاریاب وهرات در پهلوی سایر اقوام باهم برادر کشور زنده گی می‌نمایند. مرمان پشه ئی طی قرون متمادی بنابر عوامل گوناگون از مناطق اصلی شان که به نام گنداره گندهارا نامیده می‌شد به دیگر حصص کشور نقل مکان نموده‌اند که اکثراً زبان پشه یی را از دست داده‌اند، عده از پشه یی‌ها قبلاً در پاکستان و ایران نیز نقل مکان نموده‌است. طبق نوشته میر غلام محمد غبار پشه یی‌ها از منطقه گندهارا حدود هفت و نیم قرن قبل از امروز به قسمت‌های غور و غرجستان نقل مکان نموده‌اند؛ و فیض محمد کاتب هزاره در جاغوری از منطقه پشه یی و پشه یی‌ها یادآوری کرده‌است. ظهیرالدین محمد بابر حدود پانصد سال قبل از موجودیت زبان پشه یی حتی در کابل و نواحی آن یادآوری می‌شود. پشه‌ای‌ها هفت نماینده در پارلمان افغانستان دارند. مردم پشه‌ای زیاده در میان پشتون‌ها زندگی دارند. جمعیتشان بیش از نیم میلون است. دین مردم پشه‌ای اسلام حنفی است.

## آموزش و پرورش
طی قرن‌ها زبان مردم پشه تحت تأثیر زبان‌های دولتی قرار گرفته بود. از مدت ۳۰ سال به این‌طرف دانشمندان پشه‌ای خواستند که زبان خود را نه تنها حفظ بلکه گسترش دهند. از آن تاریخ به بعد کتاب‌ها و رسانه‌ها در مورد پشه‌ای‌ها نوشتند. اکنون برنامه‌های رادیویی و تلویزیونی به زبان پشه‌ای موجود است.
حفیظه رحیمی می‌گوید: «ما در حال حاضر کتاب‌های درسی را به زبان پشه‌ای از صنف اول تا دوازدهم تألیف می‌کنیم، از نگاه محتوایی این کتاب‌ها هیچ تفاوتی با کتاب‌های دیگر ندارد، ولی یک تعداد مطالب با فرهنگ منطقه ما همخوان است و مسایلی را می‌نویسیم که با روح فرهنگی منطقه همخوانی داشته باشد.» تا اکنون پشه‌ای‌ها کدام مکتب الی صنوف بالا ندارند در این اواخر در ولسوالی دره نور ولایت ننگرهار از طرف یک مؤسسه خیریه کورس‌های سوادآموزی به زبان پشه‌ای ایجاد شده‌است. کتب درسی این کورس‌ها به زبان پشه‌ای چاپ و تدریس می‌شود. اگرچه از طرف ریاست تألیف و ترجمه وزارت معارف افغانستان نیز کتاب‌های درسی پشه‌ای برای مدرسه‌های پشه‌ی‌زبان تألیف و چاپ کرده است، هنوز تدریس آن آغاز نشده است. مشکل دیگر اینکه برخی محله‌های پشه‌ای‌نشین زبان خود را از دست داده‌اند برای نمونه در ولسوالی پغمان روستا و دره‌ای به نام پشه‌ای وجود دارد ولی زبان پشه‌ای خود را از دست داده است. در حالی که در یکی از مضامین سالنامه ۱۳۱۳ مجله کابل آمده‌است که: “در ۵۰۰–۶۰۰ خانه در بیگ توت پغمان در قریه پشه یی به زبان پشه یی تکلم می‌کنند.

## تاریخچه
پشه‌ای‌ها بخشی از آریایی‌ها می‌باشند که برای بیش از چهار هزار سال در افغانستان زندگی می‌کنند. از اسناد تاریخی و به خصوص از سرودهای ریگ‌ودا برمی‌آید که قبیله ویدی آریایی‌های بلخ قدیم از طریق دره‌های هندوکش به مناطق شرقی و جنوب غربی پراگنده شده و برخی از این مردم از کنار دریای کوبها (کابل) و معاونین آن از طریق نجراب، تگاب، سروبی، و ولایت لغمان به حوزه دریای کنر رسیده و از آن جا به مناطق سواستو یعنی به نواحی دریای سوات، پاکستان پراگنده شده و در ین دور و نواحی سکونت اختیار کرده‌اند که پشه‌ای‌های امروز برخی از این مردم است. به استناد سرودهای ریگ ویدا (۱۴۰۰ ق م) و دیگر اسناد و دلایل موثق، پشه یی‌های امروز در آن زمان به نام الینا یاد شده و در جنگ ده قبیله آریایی آن زمان که مشهور است نام و مقام درخشنده داشته‌است. در نتیجه این جنگ که میان سوداس مربوط قبیله بهاراته و ویسو مترا به وقوع پیوست سوداس و قبایل متخد آن پیروز گردیده وراه رفت‌وآمد ده قبیله آریایی که به نام جبهه ویسو مترا نامیده می‌شد بطرف هند مسدود شده و در منطقه خود باقی ماندن. از این جمله الینایی‌ها که پشه یی‌های امروزی و دیگر اقوام داردی و نورستانی شامل آن می‌شود به طرف شمال دریای کوبها در دره‌های شاداب الینگار و الیشنگ سکونت اختیار کرده و بعد به مرور زمان بنا بر کثرت نفوس و عوامل دیگر در اطراف و نواحی آن دره‌ها و بخش‌های وسیع شمال غرب کندهارا (وادی بین کابل و پیشاور) پراگنده و مسکن گزین گردیدند. پشه یی‌ها در طول تاریخ به نام‌های الینا (سمسور، شاداب و سبز) داردی (از کوه و کوهی)، کوهستانی، دیگان و لغمانی که معنی دهنشین را می‌دهد نامیده شده‌است. هکذا در این اواخر بعضاً به نام نورستانی و شاړی (شاړی یک کلمه پشه یی و معنای آن است برویم) نامیده شده‌اند. درنامهای ولسوالی علینگار و ولسوالی علیشنگ که جای بود و باش پشه یی‌ها بوده و حال نیز اکثر پشه یی‌ها در این مناطق و اطراف آن سکونت دارند و نیز در اله سای ریشه کلمه الینا موجود بوده و الینگار در زبان پشه‌ای معنی جای و خانه الینا را می‌دهد. از بعضی شواهد برمی آید، قبایل سرکش و جنگ جوی را که در مناطق شمال دریای کابل توسط مورخان سکندر به نام اسکینی، گوری و اسپاس نامیده شده که در مقابل قشون اسکندر مقاومت شدید از خود نشان داده و هر دو جانب متحمل خسارات جانی و مالی سنگین گردیده‌اند اکثراً اجداد و نیاکان همین پشه یی‌های امروزی می‌باشند. برعلاوه این که این منطقه مسکن قدیمی و ثابت این مردم بوده‌است نام‌های قبایل متذکره با کمی تفاوت حالا نیز در بین آن‌ها موجود است. اسکین یا اسکینی‌ها نام منطقه و قبیله است مربوط پشه یی‌های ولسوالی اله سای که بدون شک و تردید با نام اساکینی، بی ارتباط نیست. در ارتباط گوری باید گفت که پشه یی‌های ولسوالی دره نور و اطراف آن گوار را به مفهوم اصیل وصاف استعمال نموده و به این نام می‌بالند و نیز نام منطقه گوریک که مردم آن به به نام گوریکی یاد می‌شوند و پشه یی هستند و نیز طایفه به نام گوریک در کهوی کلمان یا قبیله زبان گوارباتی و گهواری که در ناحیه علیای کنرها زندگی کرده و با پشه یی‌ها قرابت خیلی نزدیک دارند و همچنین اسپی‌ها یا اشپی‌ها که به نام اشپی وال نامیده می‌شوند در دره اشپی ولسوالی اله سای زنده گی می‌کنند نام‌هایست که برای اثبات این حقایق مثال‌های خوبی به‌شمار می‌رود.

## زبان
زبان پشه‌ای زیرشاخه‌ای از زبان‌ آریایی است. زبان این طایفه در طول ادوار گذشته بنام‌های بهاشه، بهشه، پیشاچه یا پایشا چی، گندهاری، دادیکا، داردی، کوهستانی، لغمانی، دهگان (دیگانو) و درین اواخر بعضاً به نام‌های خاریگا و شاری نیز نامیده شده‌اند که همه آن ریشه پشه یی دارند. بسیاری از پشه‌ای‌ها خود را پشتون‌هایی می‌دانند که به یک زبان خاص سخن می‌گویند و اکثراً به پشتو و فارسی نیز مسلطند.
دکتر مجاور احمد زیار، زبانشناس افغان از بیست گویش جداگانه در زبان پشه‌ای سخن می‌گوید. او می‌گوید: "زبان پشه‌ای زبانی است که جزء زبان‌های هندی به‌شمار می‌آید و به شاخه به نام "دردیک" تعلق دارد. "دردیک" زبانی است که تقریباً به بیست لهجه از آن در افغانستان تکلم شود و متکلمان این زبان تا منطقه کشمیر پراکنده‌است. اینها در گذشته‌ها همراه با هندی‌ها به آن سمت رفتند ولی دوباره برگشتند و در کوهپایه‌ها ماندگار شدند."زبان پشه‌ای در برخی مناطق و ولسوالی‌های افغانستان بیشترین گویندگان را دارد، ولی شمار دقیق گویشوران آن تا هنوز مشخص نشده‌است.
غلام صدیق شنگنیک، مسئول دیپارتمنت زبان پشه‌ای در اداره نصاب تعلیمی وزارت معارف افغانستان می‌گوید: "ارقام گویشوران به زبان پشه‌ای هنوز به صورت دقیق معلوم نیست ولی در مورد مناطقی که گویشوران پشه‌ای در آن‌ها زندگی می‌کنند می‌توان از ولایت‌های کاپیسا، لغمان و ننگرهار نام برد که در بعضی ولسوالی‌های آن مردم تنها به زبان پشه‌ای تکلم می‌کنند."
اکثر نام‌های مناطق لغمان کنر زبان پشه‌ای نام‌گذاری شده‌است مانند گندهارا (خوشبویی آورنده) لغمان که در اصل لمگان است (صاحب قریه یا دهنشین) درونته (کوه بریده شده) کاپیسا که اصلاً پیشی کا است (پشه یی‌کننده) اله سای که از طایفهٔ اله شاه خیل گرفته شده (خیل شاه الینا) الینگار (جای الینا) پشیگر (جای پشه یی‌ها) الیشنگ (خانهٔ الینا) گمبیری (دشت) شیگل (شش دره) کله گوش که در اصل گله گوش است (دره صوف) نورگل به فتح گ (درهٔ نور) و غیره.
بنا بر اظهارات برخی از محققان منجمله داکتر سید چراغ حسین شاه (شماره ۳۶ مجله پشتو دانشگاه پیشاور)، زبان پشه یی مادر بسیاری از زبان‌های منطقه است
اولین فرهنگ لغت زبان پشه‌ای «فرهنگ و زبان پشه‌ای مردم افغانستان» نگارش حمیدرضا کهنگی بوده که توسط نشر ایرانا در تهران و در سال ۱۳۹۸منتشر شده است که دو گویش پشه‌ای لغمانی و کاپیسایی را مورد بررسی قرار داده است.

## نوشتار
رسم‌الخط زبان پشه‌ای مانند زبان‌های دری و پشتو و دیگر زبان‌های افغانستان از رسم‌الخط مروج عربی می‌باشد. در گذشته نیز در نوشتن زبان پشه‌ای از رسم‌الخط‌های معمول و مروج سلطنت کار گرفته شده که بنابر برخی نوشته‌ها کتاب‌های مشهور تاریخی به نام‌های (بدهت کهنا) و (ملندا پنه) به زبان پشه‌ای نوشته شده‌اند (هیواد ۱۳۸۸/۳/۱۰. (در حال حاضر بر اساس همین رسم‌الخط در نصاب تعلیمی وزارت معارف افغانستان در زمینه تألیف کتاب به زبان پشه‌ای از آن استفاده می‌شود.
زبان پشه‌ای در اصل از یک زبان آریایی منشعب شده و از نیاکان مشترک خویش به ارث برده‌اند. مانند: سامیک، شامیک پشه یی که در گذشته در زبان فارسی قدیم سیامک گفته شده یا شام فقلی که معنی سیاهی و تاریکی را می‌رساند و نیز کلمات سرخ، سور و سونیک یا ستودن، ستایل و استویک زبان‌های دری، پشتو و پشه یی از یک ریشه‌اند ولی با آن هم زبان پشه یی در برخی از موارد از زبان دری و عربی که آن هم از طریق زبان دری و پشتو کم و بیش متأثر گردیده‌است. زبان پشه یی نیز به نوبه خویش به خصوص در محلات هم جوار بالای زبان‌های دری و پشتو تا حدود اثرگذار بوده‌است. به‌طور مثال: مردم دری زبان لغمان و ننگرهار مادر را (آیی)، سالم را (سسته) کاه را (توش) و خیشنه را (سیانی) و در پنجشیر و کاپیسا خوردن توت را (پکیک) می‌گویند که این کلمات و کلمات دیگری که از همه آن‌ها نام نگرفته شده کلمات پشه یی‌اند.

## فرهنگ و مراسم
رسم و رواج و فرهنگ مردم پشه‌ای نیز با سایر اقوام و ملیت‌ها تفاوت‌هایی دارد. به گونه مثال مردم پشه‌ای برای حل مشکلات خود نشستی دارند که به آن «مارات» می‌گویند.
«مارات» نشست بزرگان پشه‌ای است که شباهت‌های با جرگه در میان سایر اقوام افغانستان دارد. ازدواج نیز در میان مردم پشه‌ای با ویژگی‌های همراه است.
حفیظه رحیمی، عضو دیپارتمنت زبان پشه‌ای نصاب تعلیمی وزارت معارف افغانستان می‌گوید: «وقتی دختر و پسری با هم نامزد می‌شوند از اول با هم نشست و برخاست دارند، محدودیت‌های که در دیگر مناطق برای نامزدها وجود دارد در اینجا وجود ندارد و همچنین عروسی نیز از خود مراسم خاصی دارد که انجام می‌شود.» در محلات که همه از یک طایفه و قبیله باشند رسم روی‌گیری در اکثر مناطق وجود ندارد، حتٰی در برخی از مناطق زنان پشه یی بدون آنکه بشناسد هر کسیکه از مقابل شان بگذرد (موټکی) و خوش آمدید می‌گویند. زنان و مردان پشه یی قبلاً و اکثراً لباس‌های سیاه یا سفید می‌پوشیدند. پیراهن زنان نسبتاً فراخ و طویل و تنبان آن کمی کم عرض و از مردان برخلاف آن پیراهن شان کوتا و تنبان آن نسبتاً کلان و عریض می‌بود. اکثر زنان پشه یی یک تکه کم عرض سیاه را که طول آن یک ونیم تا دو متر می‌رسید مانند دستار به سر می‌پیچانیدند و گوشه‌های آن را که توسط ابریشم آراسته شده می‌بود به دو طرف روی خویش پایین آویخته و به این ترتیب قسمتی از گوشها و گیسوانش را می‌پوشانیدند. در روز نوروز به شمول زن و مرد اکثراً از خانه‌های خویش برآمده، گروه گروه و جوغه جوغه بطرف کشت زارها، باغ‌ها و دامنه‌ها می‌روند، از هوای تازه و زیبای‌های طبعیت لذت می‌برند و خوش گذرانی می‌کنند، زیرا در این وقت همه مناطق آن که هوای نسبتاً گرم دارد سرسبز و شاداب می‌باشد. پشه یی‌ها اکثراً در این روز کار نمی‌کنند. یک شخص مسن حکایت نمود که یک روز یک نفر که نهال را با خود داشت و می‌خواست در جایی غرس نمایند، ولی چون فهمید که روز نو روز است آن را نه نشاند و واپس به خانه برد. علاوه بر آن در این روز جوانان به برخی از بازی‌های محلی از قبیل سنگ اندازی، کشتی‌گیری، خیز زدن، اینډ بازی که نوع از ورزش مردم پشه‌ای است، نشان زنی، گاز خوردن، آواز خوانی و غیره می‌پردازند و سعی می‌نمایند که درین روز لباس نو یا پاک را به تن داشته باشند و در دیگر اوقات نیز اکثراً همین سرگرمی‌های آنان است.

## صداها
زبان پشه‌ای براساس رسم‌الخطی که در چند دهه اخیر برای آن وضع کرده‌اند، دارای چهل و هفت صدا است که برخی صداهای آن با دیگر زبان‌های شاخه هند و آریایی تفاوت‌های دارد.
در زبان پشه‌ای حروفی است که در دیگر زبان‌ها نیست به‌طور مثال در این زبان حرفی موجود است که به شکل شین است ولی شین نیست و متفاوت است که در زبان‌های عربی و فارسی و پشتو وجود ندارد. به همین دلیل زبان شناسان برای این صوت نشانه‌ای خاصی را وضع کرده‌اند. یا الفی که در زبان پشه‌ای است به چندین لحن گفته می‌شود که به تأیید زبان‌شناسان آلمانی نیز رسیده‌است.

## توسعه زبان پشه‌ای
زبان پشه‌ای هرچند در گذشته‌های دور دارای ادبیات و فرهنگ غنی بوده و در برخی از آثار کهن و از جمله در سفرنامه «ابن بطوطه» در مورد آن اطلاعاتی وجود دارد ولی کار عمده در عرصه به نوشتار درآوردن فرهنگ پشه‌ای در سه دهه اخیر در افغانستان آغاز شده‌است.
غلام صدیق شنگینگ می‌گوید تنها در سه دهه اخیر روی زبان پشه‌ای کار شده و در حدود شصت تا هفتاد جلد کتاب در این رابطه نوشته شده‌است. در حال حاضر زبان پشه‌ای از زبان‌های فارسی و پشتو که در همسایگی آن قرار دارند تأثیر زیادی پذیرفته‌است.
عزیزالله شلماچ می‌گوید: «ما در حال حاضر هم فارسی می‌دانیم و هم پشتو و زمانی که حرف بزنیم کسی نمی‌داند که ما پشتو تاجیک یا پشه‌ای هستیم و این مسئله تأثیرپذیری زبان پشه‌ای از این زبان‌ها را نشان می‌دهد.» چندی پیش در شهر تخار در شمال شرق افغانستان، اتحادیه قوم پشه‌ای تأسیس شد. مؤسسان این اتحادیه می‌گویند که از این راه تلاش می‌کنند تا غناهای فرهنگی این زبان را حفظ کنند.

## شخصیت‌های سیاسی و اجتماعی
از شخصیت‌های معروف علمی، فرهنگی و اجتماعی عصر حاضر می‌توان از الحاج جنرال علی اصغر دره نوری، پوهندوی نورمحمد غمجن تمیل، عبدالقدوس پرهیز، شهید عبدالعزیز مراد، ملک سونمیر، ماستر دادستان حفیظ الله پشه یی، مولوی عبدالرحيم حنفی آمر عمومی حزب حرکت انقلابی اسلامي،ولايت لغمان مولوی عبدالحليم حلیمی فرمانده ارشد عمومی حرکت انقلابی اسلامي در لغمان،مولوی محمد عمر شریفی عالم دین و  یک تن از بزرگان قومی ولسوالی آله سای ولایت کاپیسا ملک محمد نبی خان پشه یی وال، شیرعلی خان الیشنگی، ملک بابا و عبدالقادر افضل زاده و نیز از آقایان چون انجنیر محمد عالم قرار، حاجی حضرت علی، سید هاشم فولاد و عبدالهادی صافی نماینده گان مردم در شورای ملی فعلی و همچنان محترم عبدالخالق حسینی، محترم نورمحمد کفیل و محترمه کبرا امان سناتوران برحال و بسیاری از استادان دانشگاه ننگرهار یادآوری کرد. در نظام فعلی کشور، پشه یی‌ها مانند سایر اقوام باهم برادر کشور از برخی حقوق و سهولت‌های بهرمند گردیده‌اند که به دیگران نیز مهیاست. در قانون اساسی افغانستان از آن نام برده شده و با وجود مشکلات و نداشتن امکانات که از گذشته‌ها به ارث مانده در شورای ملی و شوراهای ولایتی صاحب نمایندگان خویش بوده و به زبان پشه یی پخش رادیویی، تلویزیونی و چاپی داشته و به ده‌ها عنوان کتاب به زبان پشه یی تألیف و چاپ گردیده‌است.

## جمعیت
در مورد جمعیت پشه‌ای‌ها باید گفت، طبق بررسی پوهاند دکتور مجاور احمد زیار جمعیت پشه‌ای‌ها را بیشتر از ششصد هزار تخمین زده است. اما جمعیت پشه‌ای‌ها بیش از یک میلون می‌باشد. دلیل آن این است که تعداد زیادی مردم پشه‌ای در تذکره‌هایشان یا تاجیک یا پشتون حساب شده‌اند.

## شغل‌ها
شغل این مردم مانند سایر افغان‌ها می‌باشد. آنهایی که در اطراف شهرها زندگی دارند دارای شغل کشاورزی می‌باشند. شغل زراعت را بیشتر مردان پیش می‌برند ولی زنان هم شغل زراعت را دارند. این مردم در خانه یک میل سلاح بخاطر حفظ قامیل می‌داشته باشند. در بین پشه یی‌ها قبلاً تکه، لباس و پوشاک برای رفع احتیاجات خویش تهیه می‌شد، از قبیل ویج (نوع از برزو) پولنگ (نوع از کرتی) پکول، پمبیلا (نوع از پاپوش) گړیک (نوع از پوستین) و غیره که نام‌های انواع لباس و پوشاک است؛ و هم تهیه انواع چوکی‌ها که یک نوع آن را (آیټک) می‌نامند، چار پایی، میز، دروازه و کلکین و همچنان سامان آلات فلزی مورد ضرورت خانواده‌ها که آن هم صرف برای رفع احتیاجات خودشان تهیه می‌شوند؛ ولی فعلاً به جز صنعت تولید انواع پنیر که اقسام مختلف دارد و شور پنیر آن خیلی شهرت داشته و در بازارهای منطقه عرضه می‌گردد.

## مراسم ازدواج
در رسم و سنت مردم پشه استفاده از برقع و چادر مرسوم نبوده و در اغلب امور زندگی زن و مرد دوشادوش هم سرگرم کار هستند و با استفاده از همین فرصت غالباً جوانان و نوجوانان دختر مورد پسند خویش را در نظر گرفته و انتخاب نموده و موضوع را به گونه‌ای با خانواده مطرح می‌نمایند. پس از مشورت تعدادی از زنان به خواستگاری می‌روند.
در ملاقات و بازدیدهای دوم و سوم، چهارمی جواب مثبت و منفی را دریافت می‌نمایند. در صورت مثبت بودن جواب طرفین روز مراسم نامزدی را تعیین و در روز نامزدی در حضور عده‌ای از نزدیکان و همسایه‌ها مراسم نامزدی برگزار و صورت می‌گیرد و بعداً فاصله بین نامزدی و عروسی را به اتفاق طرفین تعیین می‌گردد. در مراسم عروسی بر علاوه اکثریت خویشاوندان همه افراد روستا به شمول زن و مرد به صرف نان چندین وقفه دعوت می‌شوند قابل ذکر است که مراسم عروسی مردم پشه‌ای از دو روز گرفته تا پنج شش روز ادامه پیدا می‌کند که غالباً بستگی دارد به وضعیت اقتصادی خانواده‌ها.
مراسم عروس در مردم پشه‌ای متأسفانه بدون در نظر داشتن وضع اقتصادی جوان با مصارف نسبتاً گزاف در معرض اجرا و تجلیل قرار می‌گیرد.
در بین مردم پشه‌ای هنر انفرادی وجود ندارد هنر دسته‌جمعی بوده و به شکل واقعاً جالب در معرض نمایش قرار می‌گیرد اکثراً توسط جوانان و نوجوانان مورد اجرا قرار می‌گیرد. اجرای این هنر موسیقی حلقه بوده جوانان دستان شان را عقب گردن بالای شانه‌ها همدیگر انداخته و محکم می‌گیرند در داخل حلقه تشکیل شده یک نفر مشخص آهنگ را به تنهایی به آواز بلند می‌خواند و جوانانی که با صدای دهل آن هم در وسط حلقه می‌باشد با نواختن دهل به صورت تدریجی حلقه را تشکیل می‌دهند و با حرکات معین و حساس‌برانگیز هنر ناشی می‌نمایند که بدون مبالغه مورد پسند همگان قرار می‌گیرد. آوازخوان و دهل نواز در وسط حلقه آواز خوانده و دهل می‌نوازد و توسط جوانان آهنگ را تکرار شد. هر آهنگ ۲۰ الی ۲۵ دقیقه ادامه پیدا می‌کند و بعداً آهنگی دیگری خوانده می‌شود. به همین ترتیب هنر مندی ادامه پیدا می‌کند هکذا زنان و دختران نیز به عین شکل اجرا می‌نمایند. در روز اخیر عروسی که به نام چپنی یاد می‌شود به صورت معمولی از ۶۰ نفر الی بیشتر از صد نفر از خویشاوندان داماد به خانه عروس می‌روند و بعد از موناع اندکی که در مردم پشه یی مرسوم است. به خانه‌های شان می‌روند.
زمانی که عروسی آماده می‌شود چشم عروس را سرمه می‌نمایند لباسهای عروسی را بتنش می‌نمایند. در حدود وضع اقتصادی داماد از زیورات فلزی نقره و سلور بیشتر استفاده می‌گردد حدود چهار یا سه چادر را به عروس که قابل دید باشد می‌پوشانند و از طرف اعضای خانواده دامان بدرقه گردیده و از خانه پدر به خانه شوهر برده می‌شود و قبل از دخول به خانه شوهر قطعه زمین یا درخت که بتواند قناعت عروسی را فراهم کند به ملکیت عروس درآورده می‌شود بعداً داخل خانه شوهر می‌گردد و یک روز دیگر مراسم عروسی ادامه پیدا می‌کند در اخیر مراسم عروسی دوستان و خویشاوندان با خانواده نشان تبریکی گفته و زندگی مالامال از محبت را آرزو نموده مراسم عروسی به پایان می‌پذیرد.